# 乌斯特斯巴赫
乌斯特斯巴赫是德国巴伐利亚州的一个市镇。总面积11.14平方公里，总人口1132人，其中男性551人，女性581人（2011年12月31日），人口密度102人/平方公里。